# César Montes Castro
César Jasib Montes Castro (* 24. Februar 1997 in Hermosillo, Mexiko) ist ein mexikanischer Fußballspieler. Der Innenverteidiger steht aktuell bei Lokomotive Moskau unter Vertrag und spielt für die mexikanische Nationalmannschaft.

## Karriere
Während eines Jugendspiels mit Poblado Miguel Alemán FC erregte er die Aufmerksamkeit der gegnerischen Mannschaft CF Monterrey, welche ihn anschließend für deren Jugendmannschaft verpflichteten.  Am 2. August 2015 absolvierte Montes sein erstes Spiel mit Monterrey gegen das portugiesische Team Benfica Lissabon, bei einem Freundschaftsspiel zur Einweihung des Estadio BBVA Bancomer. Montes wurde in der zweiten Halbzeit eingewechselt und erzielte in der 48. Minute das erste Tor in diesem Stadion. Sein offizielles Debüt für Monterrey gab er am 29. Juli 2015 gegen UAT Correcaminos, in dem Monterrey Correcaminos mit 3:1 besiegen konnte. Ende Dezember 2019 gewann er mit Monterrey das Apertura-Finale gegen América.
Im Januar 2023 wechselte Montes zum spanischen Erstligisten Espanyol Barcelona und unterschrieb dort einen Vertrag bis 2028. In der Rückrunde absolvierte er 20 Ligaspiele und erzielte dabei 3 Tore. Montes und Espanyol beendeten die Saison 2022/23 auf dem 19. Tabellenplatz, welcher den Abstieg in die Segunda División bedeutete.
Im Sommer 2023 verblieb Montes in der Primera División und schloss sich UD Almería an.
Am 12. September 2024 unterschrieb Montes einen Fünfjahresvertrag beim russischen Premjer-Liga-Klub Lokomotive Moskau.

## Nationalmannschaft
Im Jahr 2017 wurde Montes in die mexikanische A-Nationalmannschaft berufen und debütierte am 13. Juli 2017 beim Gruppenspiel gegen Jamaika im CONCACAF Gold Cup 2017.
Am 6. Juni 2019 wurde Montes erneut von Trainer Gerardo Martino in den Kader für den CONCACAF Gold Cup 2019 einberufen, wo er in zwei Gruppenspielen eingesetzt wurde. Mexiko gewann letztendlich im Finale gegen die USA mit 1:0.

## Statistiken

### Verein
- Stand: 12. September 2024[11]

| Verein             | Saison  | Liga             | Liga   | Liga | Nationaler Pokal | Nationaler Pokal | Kontinental | Kontinental | Andere | Andere | Gesamt | Gesamt |
| Verein             | Saison  | Liga             | Spiele | Tore | Spiele           | Tore             | Spiele      | Tore        | Spiele | Tore   | Spiele | Tore   |
| ------------------ | ------- | ---------------- | ------ | ---- | ---------------- | ---------------- | ----------- | ----------- | ------ | ------ | ------ | ------ |
| CF Monterrey       | 2015/16 | Liga MX          | 33     | 1    | 4                | 1                | —           | —           | —      | —      | 37     | 2      |
| CF Monterrey       | 2016/17 | Liga MX          | 33     | 4    | 6                | 0                | 2           | 1           | —      | —      | 41     | 5      |
| CF Monterrey       | 2017/18 | Liga MX          | 27     | 0    | 10               | 0                | —           | —           | —      | —      | 37     | 0      |
| CF Monterrey       | 2018/19 | Liga MX          | 25     | 2    | 1                | 0                | 7           | 0           | —      | —      | 33     | 2      |
| CF Monterrey       | 2019/20 | Liga MX          | 24     | 1    | 10               | 1                | —           | —           | 2      | 0      | 36     | 2      |
| CF Monterrey       | 2020/21 | Liga MX          | 30     | 0    | —                | —                | 6           | 0           | —      | —      | 36     | 0      |
| CF Monterrey       | 2021/22 | Liga MX          | 28     | 1    | —                | —                | —           | —           | 1      | 1      | 29     | 2      |
| CF Monterrey       | 2022/23 | Liga MX          | 16     | 0    | —                | —                | —           | —           | —      | —      | 16     | 0      |
| CF Monterrey       | Gesamt  | Gesamt           | 216    | 9    | 31               | 2                | 15          | 1           | 3      | 1      | 265    | 13     |
| Espanyol Barcelona | 2022/23 | Primera División | 20     | 3    | 2                | 0                | —           | —           | —      | —      | 22     | 3      |
| Espanyol Barcelona | Gesamt  | Gesamt           | 20     | 3    | 2                | 0                | —           | —           | —      | —      | 22     | 3      |
| UD Almería         | 2023/24 | Primera División | 21     | 0    | 4                | 0                | —           | —           | —      | —      | 21     | 0      |
| UD Almería         | 2024/25 | Segunda División | 1      | 0    | —                | —                | —           | —           | —      | —      | 1      | 0      |
| UD Almería         | Gesamt  | Gesamt           | 21     | 0    | 4                | 0                | —           | —           | —      | —      | 22     | 0      |
| Gesamt             | Gesamt  | Gesamt           | 236    | 12   | 33               | 2                | 15          | 1           | 3      | 1      | 309    | 16     |

### Nationalmannschaft
- Stand: 24. März 2025[12]

| Mexiko | Mexiko | Mexiko |
| Jahr   | Spiele | Tore   |
| ------ | ------ | ------ |
| 2017   | 5      | 0      |
| 2019   | 5      | 0      |
| 2020   | 2      | 0      |
| 2021   | 7      | 1      |
| 2022   | 15     | 0      |
| 2023   | 9      | 0      |
| 2024   | 9      | 0      |
| 2025   | 1      | 0      |
| Gesamt | 53     | 1      |

## Erfolge

### CF Monterrey
- Mexikanischer Meister: Apertura 2019
- Mexikanischer Pokalsieger: Apertura 2017, 2019/20
- CONCACAF Champions League: 2018/19, 2020/21

### Nationalmannschaft
- CONCACAF Gold Cup: 2019, 2023, 2025
- CONCACAF Nations League: 2024/25